# هزار جریب قدیم
هزار جریب قدیم یک منطقهٔ مسکونی در ایران است که در استان مازندران واقع شده‌است.

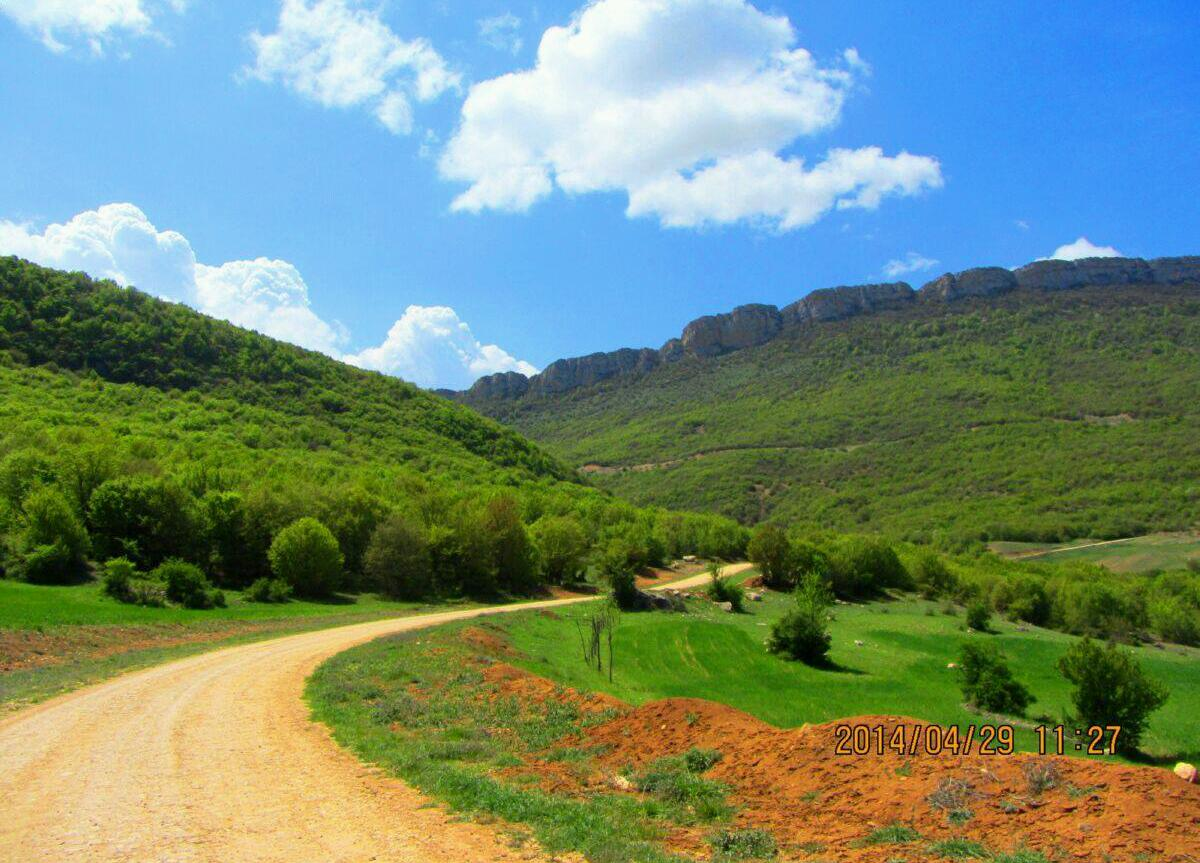
جاده‌ای روستایی به یانه‌سر، هزارجاریب، کوهستان البرز

هزارجریب قدیمی و استرآباد محلی بود که سلسله سردار رفیع یانسری حکمران محلی آنجا بود.